# ويليام كليفورد
ويليام كينغدون كليفورد (بالإنجليزية: William Kingdon Clifford)‏ (4 مايو، 1845 – 3 مارس 1879) كان عالم رياضيات وفيلسوفًا إنجليزيًا. استند إلى أعمال هيرمان فراسمان، وأدخل ما كان يُعرف الآن بمصطلح الجبر الهندسي، وهو حالة خاصة من جبر كليفورد سُمِّيت بذلك تكريمًا له. لعمليات الجبر الهندسي تأثير الانعكاس، والدوران، والانسحاب، ورسم الخرائط للأشياء الهندسية التي تُصاغ على مواقع جديدة. لجبر كليفورد بصورة عامةً والجبر الهندسي بصورة خاصة أهمية متزايدة للفيزياء الرياضية، والهندسة، والحوسبة. كان كليفورد أول من اقترح أن التجاذب قد يكون تعبيرًا عن هندسة كامنة. وقد صاغ تعبير «أشياء العقل» في كتاباته الفلسفية.

## سيرته الشخصية
وُلد في إكستر، وبشَّر ويليام كليفورد بنجاح في كبير في المدرسة. ذهب إلى كلية كينجز في لندن (بعمر الخامسة عشر) وكلية الثالوث، كامبردج، حيث اختير زميلًا عام 1868، بعد حصوله على مرتبة رانجلر الثانية عام 1867 والفائز الثاني بجائزة سميث. تشارك مصير كونه الثاني مع آخرين من الذين أصبحوا علماء رياضيات مشهورين، ومن ضمنهم لورد كيلفن وجيمس كلارك ماكسويل. في عام 1870، كان جزءًا من بعثةٍ إلى إيطاليا لرصد كسوف الشمس في 22 ديسمبر 1870. نجا من تحطم سفينة خلال تلك الرحلة على امتداد ساحل صقلية.
في عام 1871، عُين أستاذًا للرياضات والميكانيك في كلية لندن الجامعية، وأصبح في عام 1874 زميلًا للجمعية الملكية. كان كذلك عضوًا في جمعية لندن الرياضية والجمعية الميتافيزيقية.
تزوج كليف في 7 إبريل 1875 من لوسي لين. وفي عام 1876، عانى كليفورد من انهيار تسبب به إفراطه في العمل على الأرجح. دَرَّس وأدار في النهار، وكتب في الليل. مكنته عطلةٌ لنصف سنة في الجزائر وإسبانيا من الاستمرار في واجباته لمدة 18 شهرًا، وانهار بعدها مرة أخرى. ذهب إلى جزيرة ألماديرا ليتحسن، ولكنه توفي هناك بمرض السل بعد بضعة أشهر، تاركًا وراءه أرملةً وطفلين.
استمتع كليفورد بتسلية الأطفال وكتب مجموعة من قصص الجنيات، بعنوان الناس الصغار.
دُفن كليفورد وزوجته في مقبرة هايغيت في لندن إلى الشمال من قبر كارل ماركس، وبالقرب من قبور جورج إليوت وهربرت سبنسر.

## عالم رياضيات

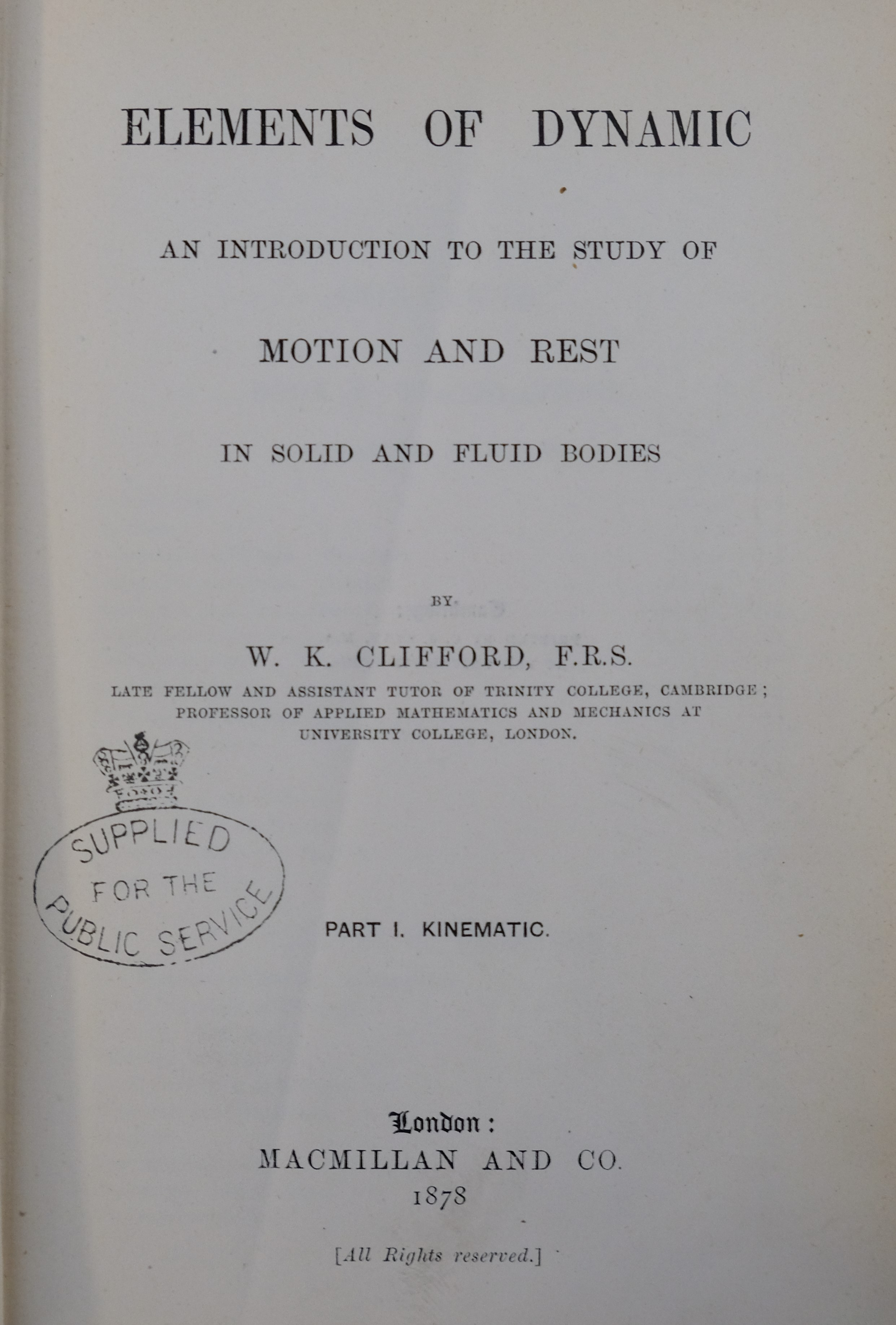
صفحة العنوان للمجلد الأول (1878) تحتوي على الكتب من الأول إلى الثالث من كتاب كليفورد "عناصر الديناميكية".

«كان كليفورد فوق كل شيء وقبل كل شيء عالم هندسة». (إتش. جي. إس. سميث). فتح اكتشاف الهندسة اللاإقليدية احتمالاتٍ جديدةً في الهندسة في حقبة كليفورد. وُلد مجال الهندسة التفاضلية الجوهرية، مع تطبيق مبدأ الانحناء بشكل واسع على المكان نفسه وكذلك على الخطوط المنحنية والأسطح لاحقًا. كان كليفورد معجبًا جدًا بمقالة برنارد ريمان لعام 1854 «عن الفرضية التي تكمن في أسس الهندسة». ذكر في عام 1870 لجمعية كامبريدج الفلسفية عن مبادئ المكان المنحني لريمان، وضمَّن تخمينًا عن انحناء المكان بواسطة الجاذبية. نُشرت ترجمة كليفورد لبحث ريمان في نيتشر عام 1873. ونُشر تقريره في كامبريدج، عن نظرية المكان للمادة عام 1876، مستبقًا نظرية النسبية العامة لألبرت أينشتاين بأربعين عامًا. وقدَّم كليفورد هندسة الفراغ الإهليجية باعتباره فضاءً متريًا لاإقليديًا. ويقال الآن عن المنحنيات المتساوية في الفراغ الإهليجي أنها متوازيات كليفورد.
اعتبره معاصروه فطنًا ومبتكرًا، بارعًا وحماسيًا. غالبًا ما كان يعمل متأخرًا في الليل، مما يكون قد عجَّل بوفاته. نشر بحوثًا عن مجموعة من المواضيع شملت الأشكال الجبرية والهندسة الإسقاطية والكتاب المدرسي عناصر ديناميكية. تابع تطبيقه لنظرية المخططات على النظرية الثابتة وليام سبوتيسوود وألفريد كيمبي.

### الجبر
نشر كليفورد عام 1878 عملًا إبداعيًا، استند إلى جبر غراسمان الموسع. نجح في توحيد الرباعيات، التي طورها ويليام روان هاملتون، مع الجداء الخارجي (يُعرف كذلك باسم الجداء الظاهري). فهم الطبيعة الهندسية لإبداع غراسمان، وأن الرباعيات تتناسب بسهولة في جبر غراسمان الذي طوره.  تُسهل المتجهات في الرباعيات تمثيل الدوران. وضع كليفورد الأساس للجداء الهندسي، والمتكون من مجموع الجداء الداخلي وجداء غراسمان الخارجي. تشكل الجداء الهندسي في النهاية من قبل عالم الرياضيات الهنغاري مارسيل ريس. يزود الجداء الداخلي الجبر الهندسي بعلاقات مترية، تدمج المسافة والزاوية بشكل كامل للخطوط، والأسطح المستوية، والأحجام، بينما يعطي الجداء الخارجي هذه الأسطح المستوية والأحجام خصائص شبيهة بالمتجه، من ضمنها الانحياز الاتجاهي.

## روابط خارجية
- ويليام كليفورد على موقع الموسوعة البريطانية (الإنجليزية)